# Бољшеулујски рејон
Бољшеулујски рејон (рус. Большемуртинский район) је општински рејон у западном делу Краснојарске Покрајине, Руске Федерације.
Административни центар рејона је село Бољшој Улуј (рус. Большой Улуй). 
Има статус села и налази се 225 km западно од Краснојарска, односно 45 km од велике жељезничке станице у Ачинску. Територија рејона подељена је на 9 општина.
Суседни рејони су:
- север: Бириљуски рејон
- исток: Козулски рејон
- југ: Ачински рејон
- југозапад: Боготолски рејон
- запад: Ћућетски рејон

Укупна површина рејона је 2.590 km².
Укупан број становника је 7.779 (2014)